# مسن (جلفا)
مسن هي قرية في مقاطعة جلفا، إيران. عدد سكان هذه القرية هو 205 في سنة 2006.